# Pápaszemes lombjáró
A pápaszemes lombjáró (sárga pápaszemes lombjáró, Icteria virens) a madarak osztályának verébalakúak (Passeriformes) rendjébe és az Icteriidae családjába tartozó Icteria nem egyetlen faja.

## Rendszertani helyzete
A fajt Carl von Linné svéd természettudós írta le 1808-ban, a Turdus nembe Turdus virens néven. Egyes szervezetek szerint az újvilági poszátafélék (Parulidae) családba tartozik.

## Alfajai
- Icteria virens auricollis (Deppe, 1830)
- Icteria virens tropicalis Van Rossem, 1939
- Icteria virens virens (Linnaeus, 1758)[5]

## Előfordulása
Kanada déli részén és az Amerikai Egyesült Államokban költ, telelni Mexikó, Antigua és Barbuda, a Bahama-szigetek, Barbados, a Dominikai Közösség, Kuba, Guadeloupe, Martinique, Montserrat, Saint Kitts és Nevis, Saint Lucia, a Saint Vincent és a Grenadine-szigetek, a Turks- és Caicos-szigetek, Belize, Costa Rica, Guatemala, Honduras, Nicaragua, Panama és Salvador, területére vonul. Kóborlóként eljut a Kajmán-szigetekre, a Dominikai Köztársaságba, Grönlandra, Saint-Pierre és Miquelonra is.
Természetes élőhelye szubtrópusi és trópusi síkvidéki és hegyi erdők és bokrosok, valamint másodlagos erdők.

## Megjelenése
Testhossza 19 centiméter, testtömege 20–34 gramm. Nevét fehér pápaszeméről kapta.

## Életmódja
Rovarokkal és más gerinctelenekkel, bogyókkal, vadszőlővel és egyéb gyümölcsökkel táplálkozik.

## Szaporodása
Bokrok alá rakja csésze alakú fészkét.

## Természetvédelmi helyzete
Az elterjedési területe rendkívül nagy, egyedszáma stabil. A Természetvédelmi Világszövetség Vörös listáján nem fenyegetett fajként szerepel.